# Nansenia iberica
Nansenia iberica is een  straalvinnige vissensoort uit de familie van kleinbekken (Microstomatidae). De wetenschappelijke naam van de soort is voor het eerst geldig gepubliceerd in 1985 door Matallanas.
De soort staat op de Rode Lijst van de IUCN als Onzeker, beoordelingsjaar 2007.